# إنجي هانم
إنجي هانم هي الزوجة الأولي للخديوي سعيد، تزوجها عام 1854 ولم يرزق منها بأولاد. و تطلقوا عام 1863 ، توفت يوم 5 سبتمبر 1890 و دفنت في الإسكندرية 